# Friedrich Wilhelm Thie

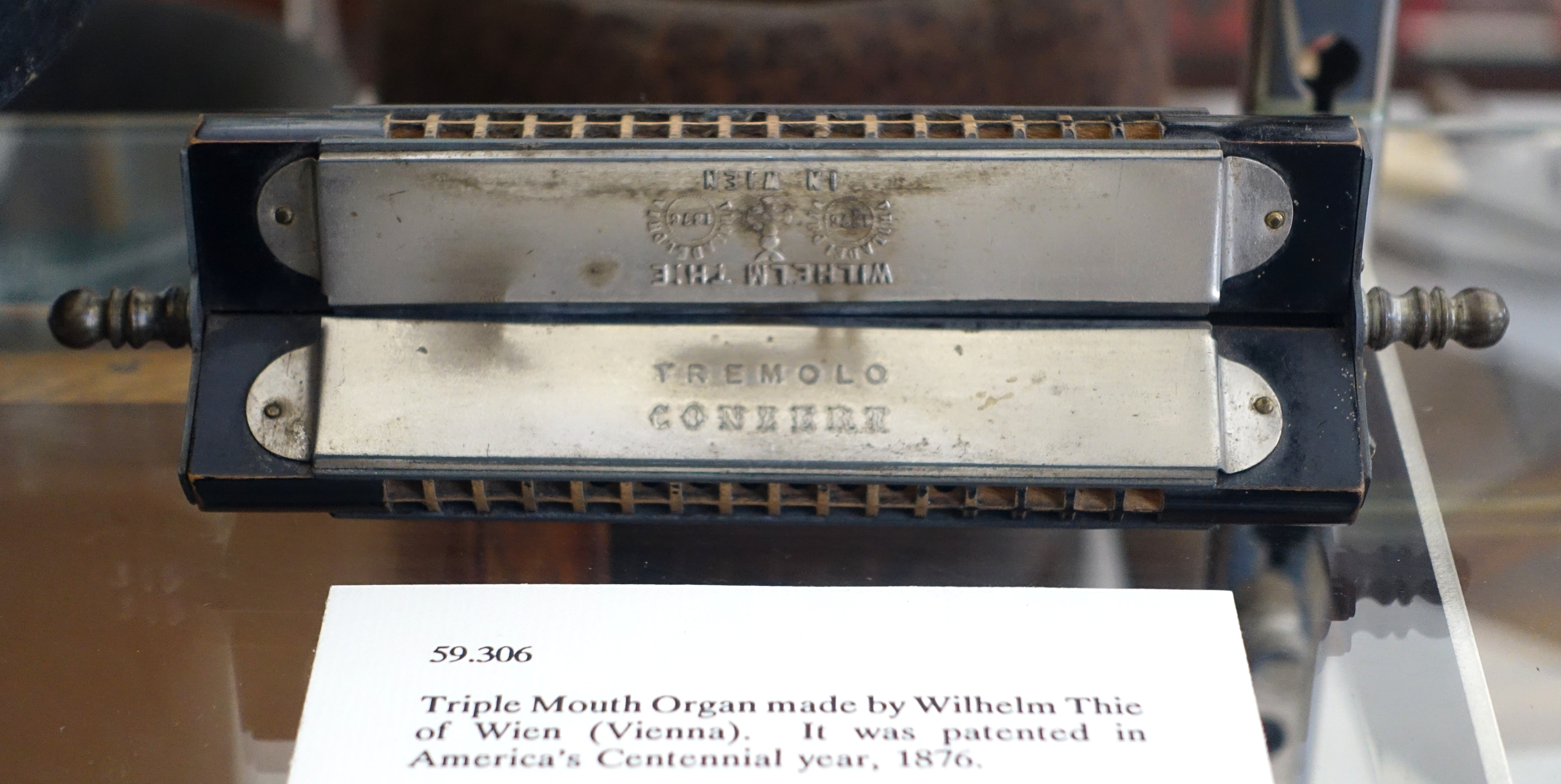
Dreifach-Mundharmonika von Wilhelm Thie, patentiert 1876, im Bennington Museum

Friedrich Wilhelm Thie (* 1803 in Rathenow; † 1869) war ein Mundharmonikafabrikant in Wien.

## Leben
1824 erstand Wilhelm Thie in Wien eine „Mundharfe“ und baute sie nach. Er gründete 1834 die erste Mundharmonikafabrik Wilhelm Thie der Welt. Der Standort befand sich bis 1872 im siebten Wiener Gemeindebezirk, Mondscheingasse 11, danach in der Schottenfeldgasse 45. 1841 entdeckte Wilhelm Thie das Prinzip der Tremoloharmonika. Unter seinem Nachfolger Wilhelm Thie jun., dem als Anerkennung seiner Verdienste u. a. das goldene Verdienstkreuz mit der Krone verliehen wurde, erhielt die Firma das k.k. Privilegium. In Wien verkauften 1922 die Enkel von Wilhelm Thie an eine Firma in Graslitz (Böhmisches Vogtland).
Zitat: „Zum führenden Produzenten avancierte das 1834 gegründete Unternehmen Wilhelm Thie, das um 1890 mehrere hundert Arbeiter beschäftigte und wegen seiner Qualität ein weltweites Renommee genoß.“